# Characidium grajahuensis
Characidium grajahuensis är en fiskart som beskrevs av Travassos, 1944. Characidium grajahuensis ingår i släktet Characidium och familjen Crenuchidae. Inga underarter finns listade i Catalogue of Life.